# Rick Porcello
Frederick Alfred Porcello III (ur. 27 grudnia 1988) – amerykański baseballista występujący na pozycji miotacza w New York Mets.

## Przebieg kariery
Porcello po ukończeniu szkoły średniej 2007 roku przystąpił do draftu MLB, gdzie został wybrany w pierwszej rundzie draftu z numerem 27. przez Detroit Tigers i początkowo grał w klubach farmerskich tego zespołu, między innymi w Lakeland Flying Tigers, reprezentującym poziom Class-A Advanced. W Major League Baseball zadebiutował 9 kwietnia 2009 w meczu przeciwko Toronto Blue Jays, w którym zanotował porażkę. Dziesięć dni później w spotkaniu ze Seattle Mariners zaliczył pierwsze zwycięstwo w MLB. W debiutanckim sezonie osiągnął bilans W-L 14–9 przy wskaźniku ERA 3,96, a w głosowaniu do nagrody AL Rookie of the Year Award zajął 3. miejsce za Andrew Baileyem z Oakland Athletics i Elvisem Andrusem z Texas Rangers.
26 czerwca 2014 w meczu z Texas Rangers zaliczył pierwszy w MLB complete game shutout. W następnym starcie w spotkaniu z Oakland Athletics rozegranym 1 lipca 2014 zanotował complete game shutout i został pierwszym od 1986 roku zawodnikiem Tigers, który tego dokonał w dwóch meczach z rzędu.
11 grudnia 2014 przeszedł do Boston Red Sox w zamian za Yoenisa Céspedesa. W sezonie 2016 ustanowił rekord kariery w liczbie zwycięstw (22 – najlepszy wynik w MLB), strikeoutów (189) i rozegranych zmian (223). Uzyskał również najlepszy w karierze wskaźnik ERA (3,15) i otrzymał Cy Young Award dla najbardziej wartościowego miotacza w American League.
16 grudnia 2019 podpisał roczny kontrakt z New York Mets.

## Nagrody i wyróżnienia
| Nagroda/wyróżnienie | Lata | Źródło |
| Cy Young Award      | 2016 | [ 9 ]  |